# Mirogojkyrkogården
Mirogojkyrkogården (kroatiska: Groblje Mirogoj [mîrɔɡɔːj]) är den centrala begravningsplatsen i Kroatiens huvudstad Zagreb. På begravningsplatsen som ligger i stadsdelen Gornji grad-Medveščak, cirka 4 km från Ban Jelačićs torg och Zagrebs stadskärna, vilar flera av Kroatiens mest framträdande personer från bland annat sportlivet, kulturscenen och det politiska livet. På grund av sin arkitektur och utformning är kyrkogården en sevärdhet samt en av Zagrebs främsta landmärken.

## Historia och arkitektur

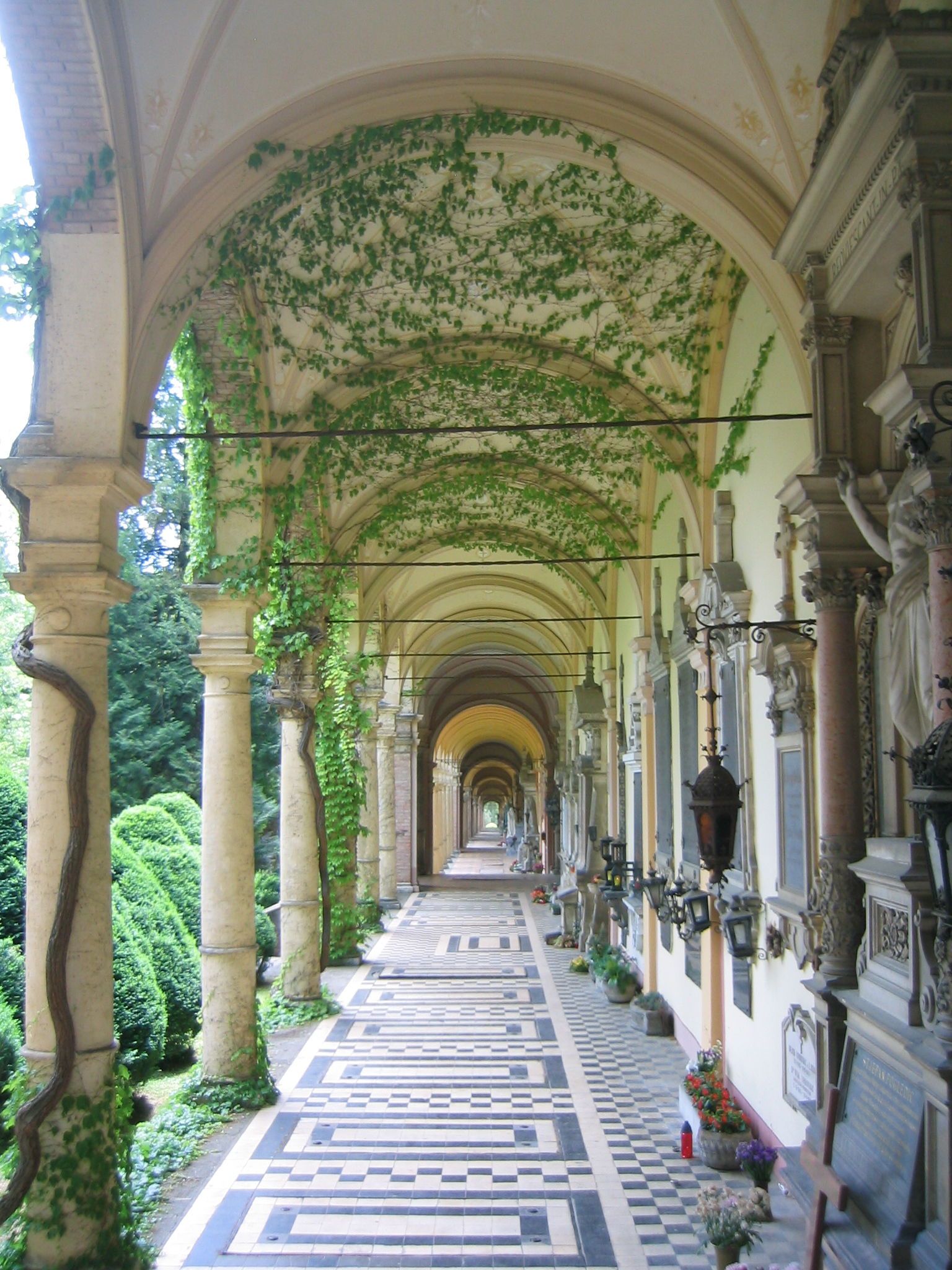
En av kyrkogårdens arkader år 2007.

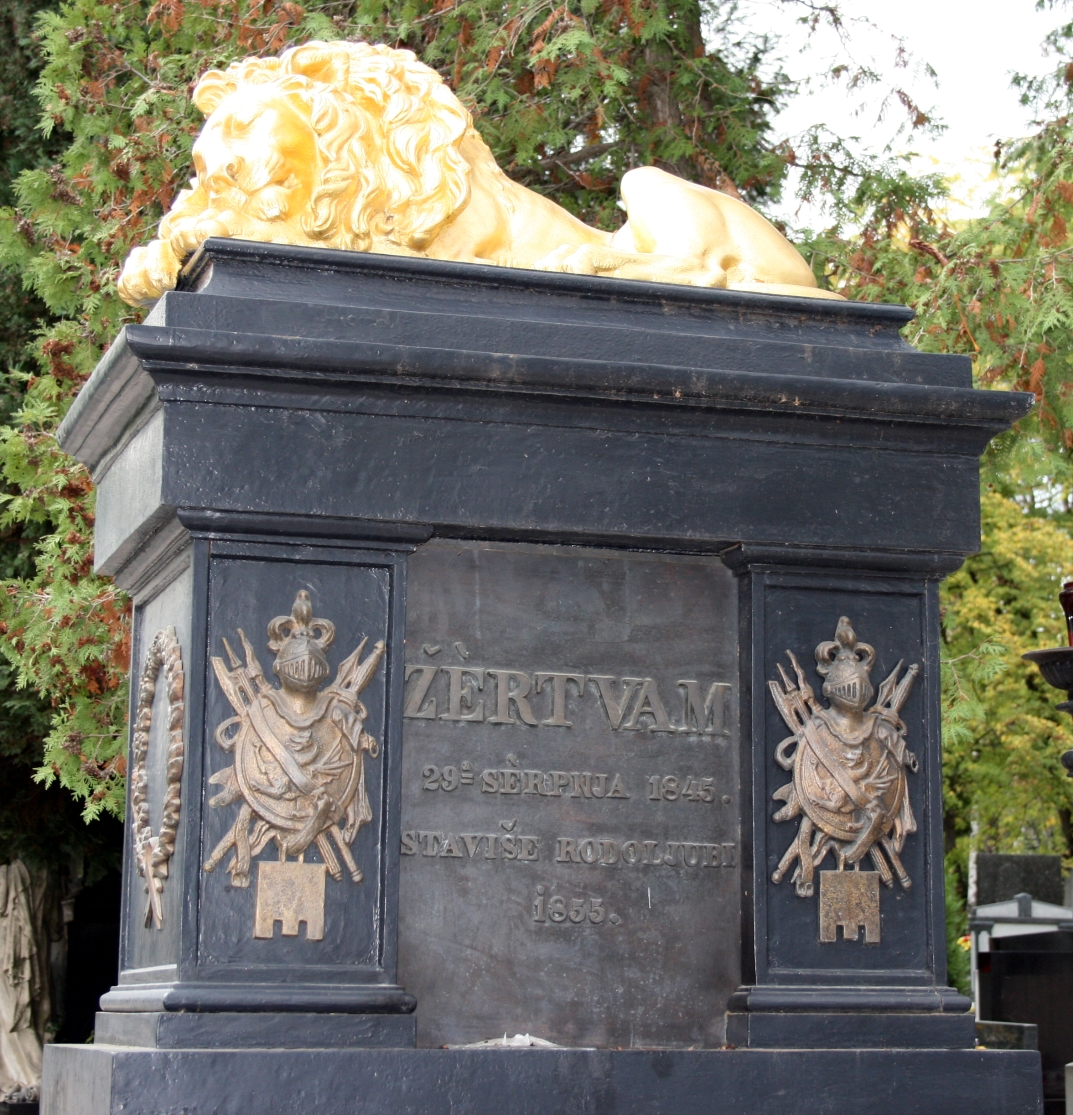
Minnesstenen för Julioffren 1845.

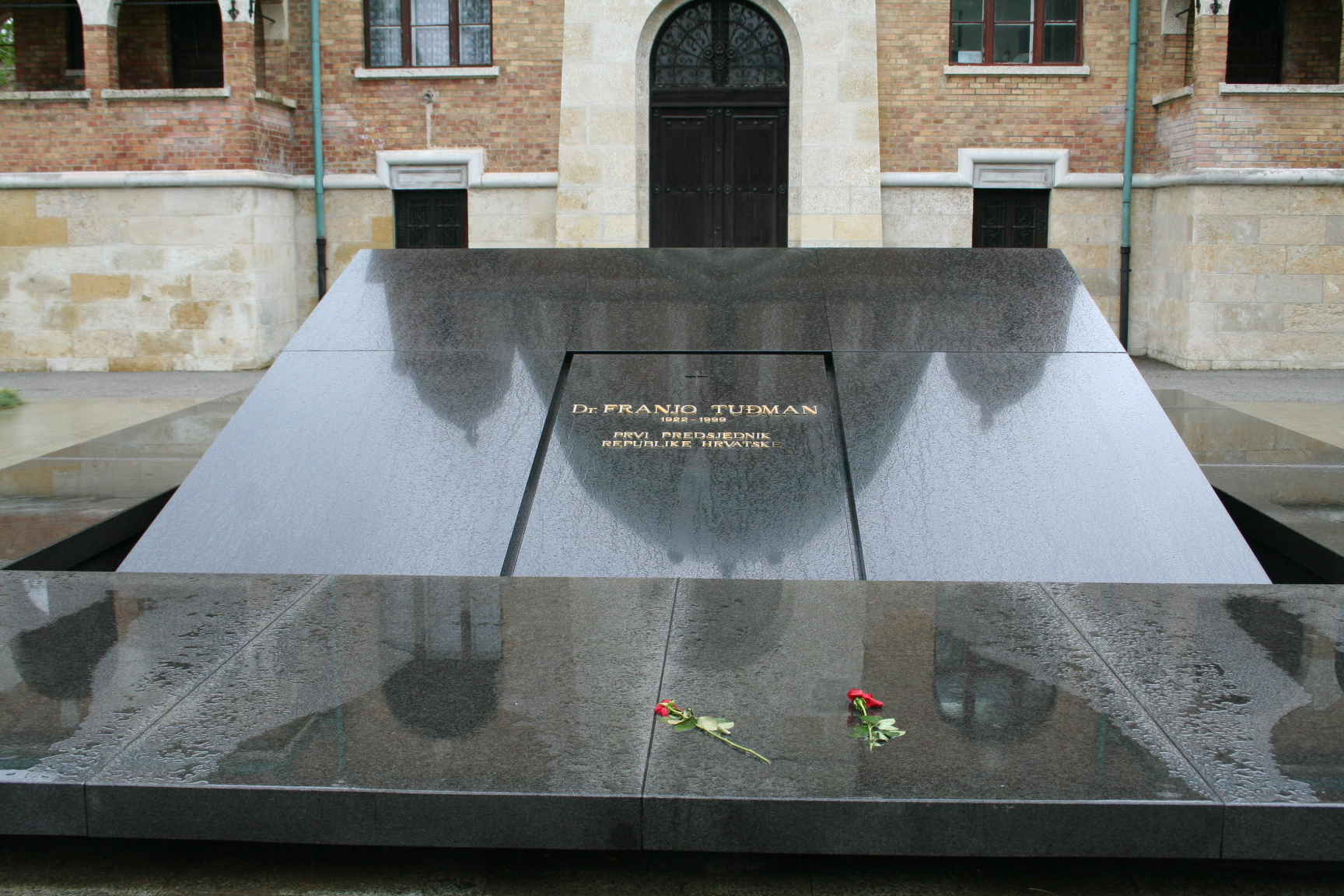
Franjo Tuđmans (det självständiga Kroatiens förste president) gravsten i svart marmor år 2014. Tuđmans gravsten är bland det första som möter besökarna sedan de passerat huvudentrén.

Mirogojkyrkogården anlades år 1876 på egendom som tillhört den kroatiska lingvisten och politikern Ljudevit Gaj. Arbetet projekterades av den österrikiska arkitekten Hermann Bollé som utformade kyrkogården med en monumental komposition av arkader, paviljonger och kupoler sammanvävda med en rik vegetation]. Bollé lät bland annat uppföra två långa arkader i nyrenässans som stod klara år 1917. Centralbyggnaden stod färdig år 1929. Bland kyrkogårdens träddungar och buskage står begravningsmonument av Kroatiens skickligaste skulptörer och stenhuggare, däribland Ivan Meštrović. Utöver enskilda persongravar finns det monument resta till minne av de soldater som stupade under första världskriget, de judar som dödades under andra världskriget samt Bleiburgmassakerns offer.

## Minnesmärken (urval)
- Kroatiska offrets röst – Smärtans vägg

## Kända personer begravda på Mirogojkyrkogården (urval)
- Hermann Bollé (1845–1926), arkitekt
- Ivana Brlić-Mažuranić (1874–1938), författare
- Mirko Bogović (1816–1893), författare
- Krešimir Ćosić (1948–1995), basketspelare
- Dimitrija Demeter (1811–1872), författare och teaterchef
- Janko Drašković (1770–1856), patriot och politisk skriftställare
- Ljudevit Gaj (1809–1872), politiker
- Dragutin Gorjanović-Kramberger (1856–1936), arkeolog, paleontolog och geolog
- Vjekoslav Klaić (1849–1928), historiker
- Miroslav Krleža (1893–1981), författare
- Ivan Kukuljević Sakcinski (1816–1889), poet och historieskrivare
- Zinka Kunc Milanov (1906–89), sopran
- Vatroslav Lisinski (1819–1854), kompositör
- Ivan Mažuranić (1814–1890), politiker och författare
- Antun Gustav Matoš (1873–1914), författare
- Stjepan Miletić (1868–1908), författare och teaterchef
- Vladimir Nazor (1876–1949), författare
- Dražen Petrović (1964–1993), basketspelare
- Milka Planinc (1924–2010), politiker
- Vladimir Prelog (1906–1998), nobelpristagare i kemi
- Petar Preradović (1818–1872), författare
- Ivica Račan (1944–2007), politiker
- Franjo Rački (1828–1894), historiker
- Stjepan Radić (1871–1928), politiker
- Ivan Ribar (1881–1968), politiker
- August Šenoa (1838–1881), författare
- Milka Ternina (1863–1941), sopran
- Ivan Trnski (1819–1910), författare
- Franjo Tuđman (1922–1999), Kroatiens förste president
- Stanko Vraz (1810–1851), poet